# いづなよしつね
いづなよしつねは、日本の漫画家兼メカデザイナー。

## 作品
- 混沌戦士斉天大聖 「サイバーパンクSPECIAL」収録・「よしつね」名義（徳間書店）
- 人界防衛線 「COMIC NOIZY」連載（大日本絵画）
- SOULFUL KNIGHT 「月刊ドラゴンマガジン」連載（富士見書房）
- 機神書紀 「月刊コミックドラゴン」連載（富士見書房）
- SPARKS RENEWAL -スパークス新装版- エンターブレイン
- ガドガード文庫挿絵
- BONE CRUSHER 「月刊コミックアライブ」連載（メディアファクトリー）

### アニメ
- SMガールズ セイバーマリオネットR　キャラクター原案
- キディ・グレイド 第5話アイキャッチイラスト
- ガドガード　原作
- トップをねらえ2!　バスターマシンデザイン
- フリクリ　ゲストメカデザイン
- プラネット・ウィズ　メカデザイン[1][2]

### フィギュア
- 武装神姫　第13弾キャラクター原案

### ゲーム
- パンツァーバンディット PlayStation （発売元バンプレスト） キャラクターデザイン・パッケージアート
- コマンドマスター GAMEBOY COLOR （発売元エニックス）キャラクターデザイン共同